# Педиментація
Педиментація (рос. педиментация, англ. pedimentation, нім. Pedimentierung f) — процес формування педиментів за рахунок відступу крутих схилів і формування біля їх підніжжя пологих похилих денудаційних рівнин. У більш вузькому значенні під П. розуміють процес моделювання і подальшого вирівнювання поверхні педиментів за рахунок площинної і струминної ерозії періодичних водостоків.